# كاليكسا لافاليه (كيبك)
كاليكسا لافاليه (بالإنجليزية: Calixa-Lavallée, Quebec)‏ هي بلدية محلية في كيبيك تقع في كندا في Marguerite-D'Youville Regional County Municipality. يقدر عدد سكانها بـ 504 نسمة ومساحتها 32.80 كم2 .